# Paul Bonnetain
Pour les articles homonymes, voir Bonnetain.
Paul Bonnetain, né à Nîmes le 4 aout 1858 et mort à Khong au Laos le 13 mars 1899, est un journaliste et un écrivain naturaliste dont l'écriture a été fortement marquée par les voyages exotiques. Dans les dernières années de sa vie, il fit carrière dans l'Administration coloniale (Soudan français et Laos) sans pour autant abandonner la littérature.

## Biographie
À dix-huit ans, Paul Bonnetain s'engage dans l'Infanterie de Marine. Il connaît la vie de caserne à Toulon avant de partir pour la Guyane en 1879. De ces expériences militaires et exotiques vont naître ses premières nouvelles rassemblées dans le recueil Le Tour du monde d'un troupier, publié à Paris en 1882. À cette date, Paul Bonnetain est un chroniqueur qui cherche à se faire une place dans la presse parisienne depuis un an. 
La renommée ne sera pas longue à venir. Son premier roman Charlot s'amuse, publié en 1883, qui raconte l'enfance d’un petit Parisien abandonné par sa mère, son adolescence puis son service militaire, obtient dès sa parution un succès de scandale du fait des thèmes sexuels abordés : la pédérastie en milieu ecclésiastique, la masturbation et la prostitution. Publié par l'éditeur bruxellois Henry Kistemaeckers, le livre dut être expurgé de plusieurs passages le 24 décembre 1884, mais, défendu par Me Léon Cléry, l'auteur est acquitté. L'ouvrage connaîtra de nombreuses rééditions.
Bonnetain n'en poursuit pas moins sa carrière dans les Lettres, se faisant de nombreux ennemis parmi ses confrères. Le 6 avril 1883, à Diegem, localité belge, il affronte en duel l'écrivain Robert Caze. Les témoins de Bonnetain étaient Jules Guérin et Edmond Lepelletier, ceux de Caze, E. Bois-Glavy et R. d'Abzac. Bonnetain en sortit indemne, mais Caze fut blessé très légèrement à la poitrine.
Sa réputation sulfureuse sera confortée par sa liaison avec l'actrice tapageuse Marie Colombier, mais il acquiert une nouvelle notoriété — et une nouvelle reconnaissance — en devenant correspondant de guerre pour Le Figaro où il succède à Pierre Loti. 
Il embarque en 1884 pour l'Indochine, deux ans avant la création de l'Union indochinoise. Il est chargé de suivre les troupes françaises pendant leur expédition menée contre les rebelles et pirates réfugiés dans les massifs du Nord et de l'Est du Tonkin. Ses articles qui relatent le quotidien de cette guerre paraissent dans le Figaro en 1884 et 1885. 
À son retour en France, il les réunit au sein d'un volume intitulé Au Tonkin qui rencontre de nombreux lecteurs, ouvrage qualifié en son temps de « chef-d'œuvre de la littérature coloniale ». Encouragé par Alphonse Daudet, il publie l'année suivante L'Opium (1886) où il relate l'expérience qu'il a fait de cette drogue à Hanoï à travers l’histoire d’un jeune poète accablé par le mal de vivre.
Suivent d'autres ouvrages qui témoignent de son expérience coloniale : L'Extrême Orient paru en 1887 et Dans la brousse, sensations du Soudan publié en 1894. Ces livres témoignent de l'aventure coloniale française au quotidien et s'inscrivent dans la tradition littéraire du Naturalisme. Y affleure régulièrement l'expression d'une désillusion, d'un cynisme voire d'un sentiment de supériorité vis-à-vis des peuples indigènes qui n'est pas sans souligner la complexité de son œuvre. 
Il collabore également à la Revue indépendante.

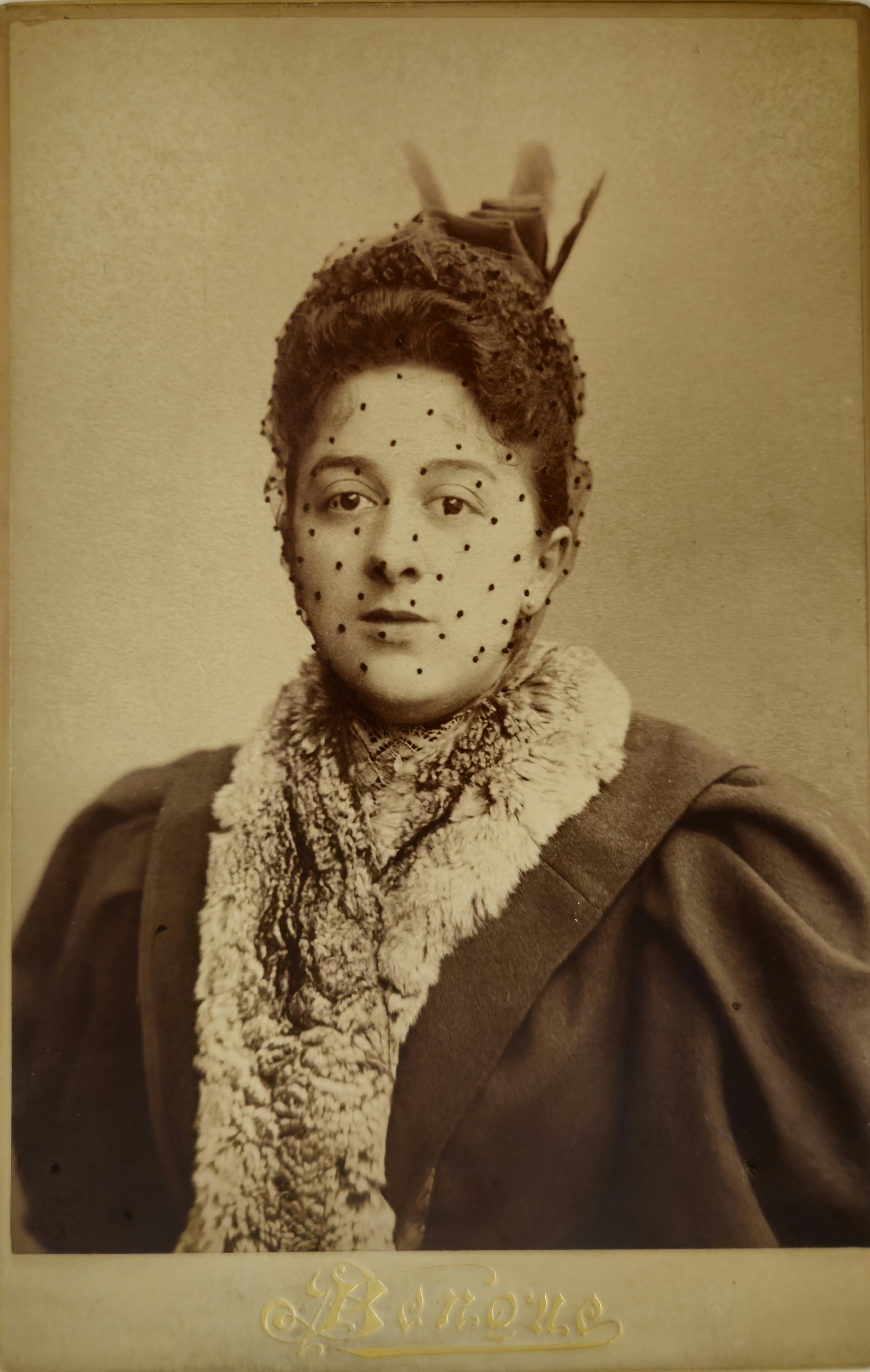
Raymonde Bonnetain, écrivaine

Il épouse Raymonde Ogé le 12 juillet 1888 à Arcueil. Elle est lors du mariage la mère d'une petite fille de 3 ans nommée Renée. 
En 1894, il est nommé directeur des Affaires indigènes au Soudan, puis en 1896, commissaire du gouvernement au Laos ou il meurt en mars 1899, à l'âge de 41 ans, dans des circonstances restées mystérieuses. Au dire de Rosny-Ainé, qui évoque Paul Bonnetain dans son livre de souvenirs Torches et Lumignons (1921), Alphonse Daudet aurait été frappé par les yeux étranges du personnage, indice, selon lui, d'une mort peu naturelle…

## Œuvres
Éditions originales
- Le Tour du monde d'un troupier, Maurice Dreyfous, 1882.
- Charlot s'amuse, Kistemaeckers, 1883 (Préface de Henry Céard) ;
- Une femme à bord, C. Marpon et E. Flammarion, 1883
- Au bord du fossé, comédie en 1 acte, Tresse, 1884
- Autour de la caserne, Victor-Havard, 1885 (Illustrations de Jehan de Bligny)
- Au Tonkin, Victor-Havard, [1885] 1884 Texte en ligne
- Ma poupée, saynète, Tresse, 1885
- L'Opium, préfacé par Alphonse Daudet, G. Charpentier, 1886
- En mer, J. Lévy, 1887
- L'Extrême Orient, Maison Quantin, coll. « Le Monde pittoresque et monumental », 1887
- Marsouins et mathurins, C. Marpon et E. Flammarion, coll. « Auteurs célèbres », 1888
- Au Large, C. Marpon et E. Flammarion, coll. « Auteurs célèbres », 1888
- Le Nommé Perreux (D 10230), G. Charpentier, 1888 Texte en ligne
- Amours nomades, G. Charpentier, 1888 Texte en ligne
- Les Types de Paris, Plon-Nourrit et Cie, 1889 (volume collectif illustré par Jean-François Raffaëlli).
- La Pelote, pièce en 3 actes, en prose (avec Lucien Descaves), Alphonse Lemerre, 1889 (Pièce jouée à Paris au Théâtre-Libre le 23 mars 1888)
- Après le Divorce, pièce en 1 acte, en prose, A. Lemerre, 1890 (Pièce créée à Paris au Théâtre d'Application 16 janvier 1890)[6]
- Histoire d'un paquebot (avec Louis Tillier), Quantin, 1890
- Passagère, A. Lemerre, 1892
- Les Enfants de Giberne, A. Fayard, coll. « Petite bibliothèque universelle », 1892
- Dans la brousse, sensations du Soudan, A. Lemerre, 1895 Texte en ligne
- L'Impasse, A. Lemerre, 1898

Préfaces
- Marie Colombier, Les Mémoires de Sarah Barnum, Tous les libraires, 1883 Texte en ligne
- René Maizeroy, La Grande bleue, Plon, coll. « Libraire Plon », 1888
- Georges Le Faure, Les Aventures de Sidi-Froussard : Hai-Dzuong, Hanoï, Sontay, Bac-Ninh, Hong-Hoa, Firmin-Didot, 1891

Rééditions
- Charlot s'amuse, Kistemaeckers, 1883, (1e éd. 1883)—Texte en ligne, 1884, 1885 sans la préface d'Henry Céard, avec pièces relatives au procès, 1889.
- Au Tonkin(1e éd. 1885), avec une introduction nouvelle, Georges Charpentier, 1887.
- Au Tonkin, Librairie des publications à 5 centimes, 1892, (1e éd. 1885)
- Autour de la caserne, Librairie des publications à 5 centimes, 1892 (1e éd. 1885)
- Au Tonkin, A. Fayard, 1893, (1e éd. 1885)
- En mer, A. Lemerre, 1897 (1e éd. 1887)
- Charlot s'amuse, Slatkine Reprints, coll. « Ressources », 1979, (1e éd. 1883)
- L'Opium, Slatkine Reprints, coll. « Ressources », 1980, (1e éd. 1886)  (ISBN 2-05-000147-9)
- Charlot s'amuse, Flammarion, coll. « L'enfer », 2000, (1e éd. 1883)  (ISBN 2-08-068103-6)
- Au Tonkin, présentation Par Frédéric Da Silva, Paris, L'Harmattan, coll. « Autrement mêmes », 2010.
- En Guyane : Le Nommé Perreux suivi de nouvelles antillo-guyanaises, présentation par Frédéric Da Silva, Paris, L'Harmattan, coll. « Autrement mêmes », 2012.

## Sources
- Madame Paul Bonnetain, Une française au Soudan. Sur la route de Tombouctou, du Sénégal au Niger, Imprimerie May et Motteroz, Paris, Quantin, 1894 — Texte en ligne Réédition : Raymonde Bonnetain, Une française au Soudan. Sur la route de Tombouctou, du Sénégal au Niger, L'Harmattan, 2007

- Bernard Hue, Littératures de la péninsule indochinoise, Karthala, 1999  (ISBN 978-2-86-537968-2)
- Patrick D. Laude, Exotisme indochinois et poésie: étude sur l’œuvre poétique d’Alfred Droin, Jeanne Leuba et Albert de Pouvourville, Sudestasie, 1990  (ISBN 978-2-85-881068-0)
- Jean-Marie Seillan, Aux sources du roman colonial (1863-1914) : l'Afrique à la fin du XIXe siècle, Karthala, 2006  (ISBN 2-84-586617-8)
- Frédéric Da Silva, Aux confins du naturalisme : Paul Bonnetain (1858-1899), Thèse de Doctorat sous la direction de M. Philippe Hamon, soutenue à l'Université de la Sorbonne Nouvelle- Paris III le 5 décembre 2008.
- Catherine Bernié-Boissard, Michel Boissard et Serge Velay, Petit dictionnaire des écrivains du Gard, Nîmes, Alcide, 2009, 255 p. (ISBN 978-2-917743-07-2, présentation en ligne), p. 43-44
- Frédéric Da Silva, « Dossier Paul Bonnetain », dans Cahiers naturalistes, 85, 2011.